# 로마 미사 경본

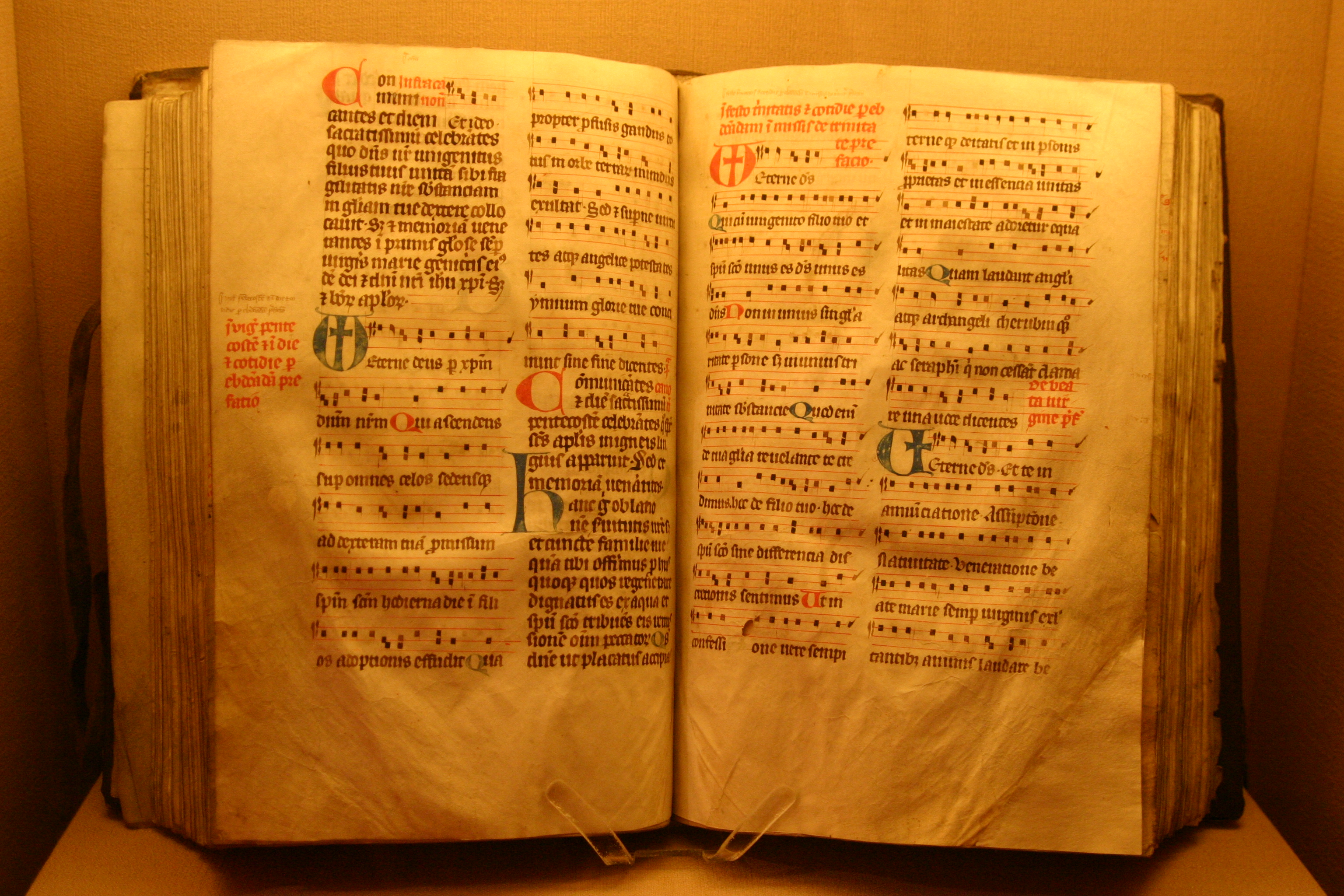
프랑스 북부 지방의 14세기 필사본 로마 미사 경본

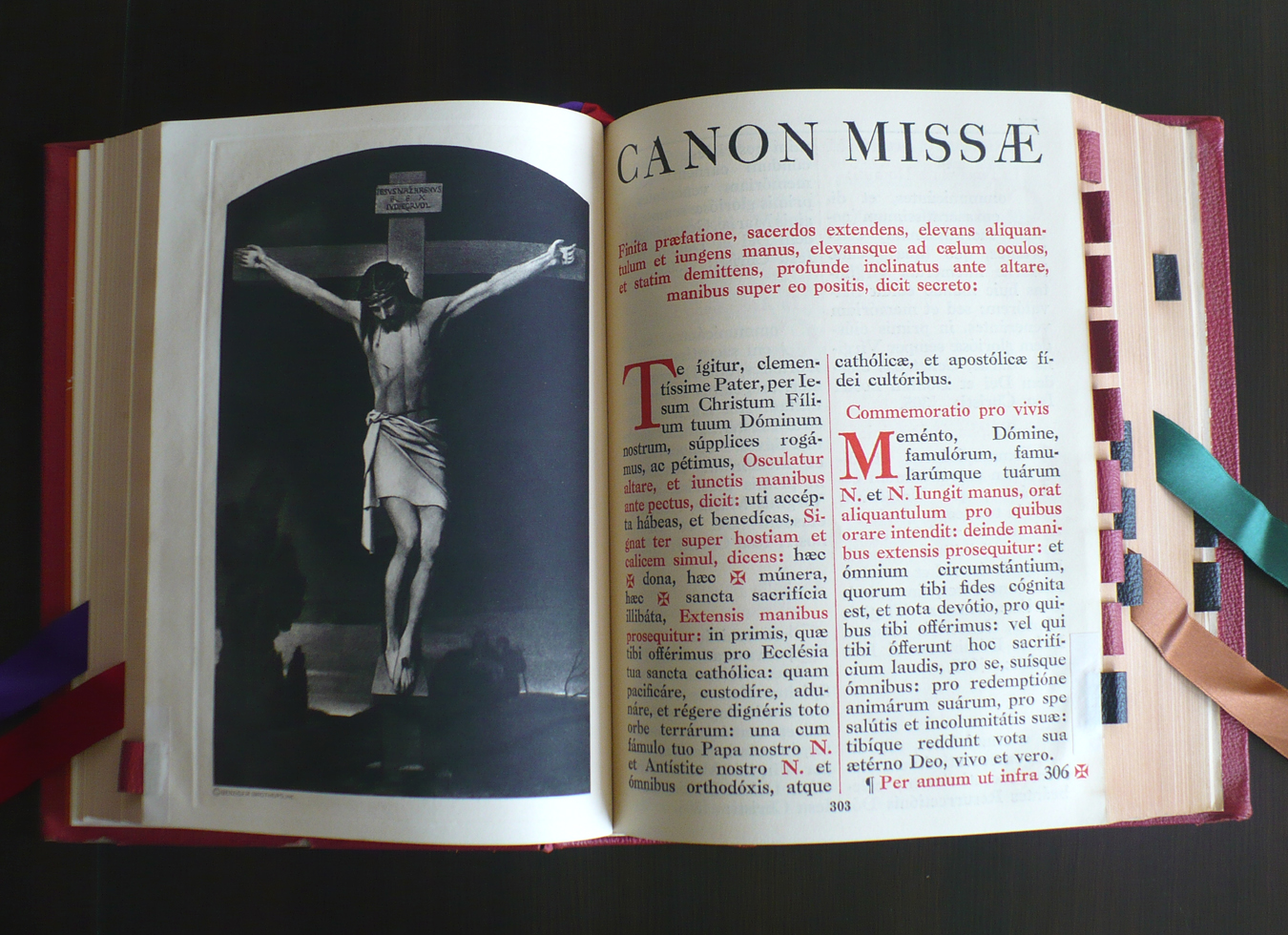
《트리엔트 공의회에 따른 로마 미사 경본》 1962년; 감사 기도 부분.

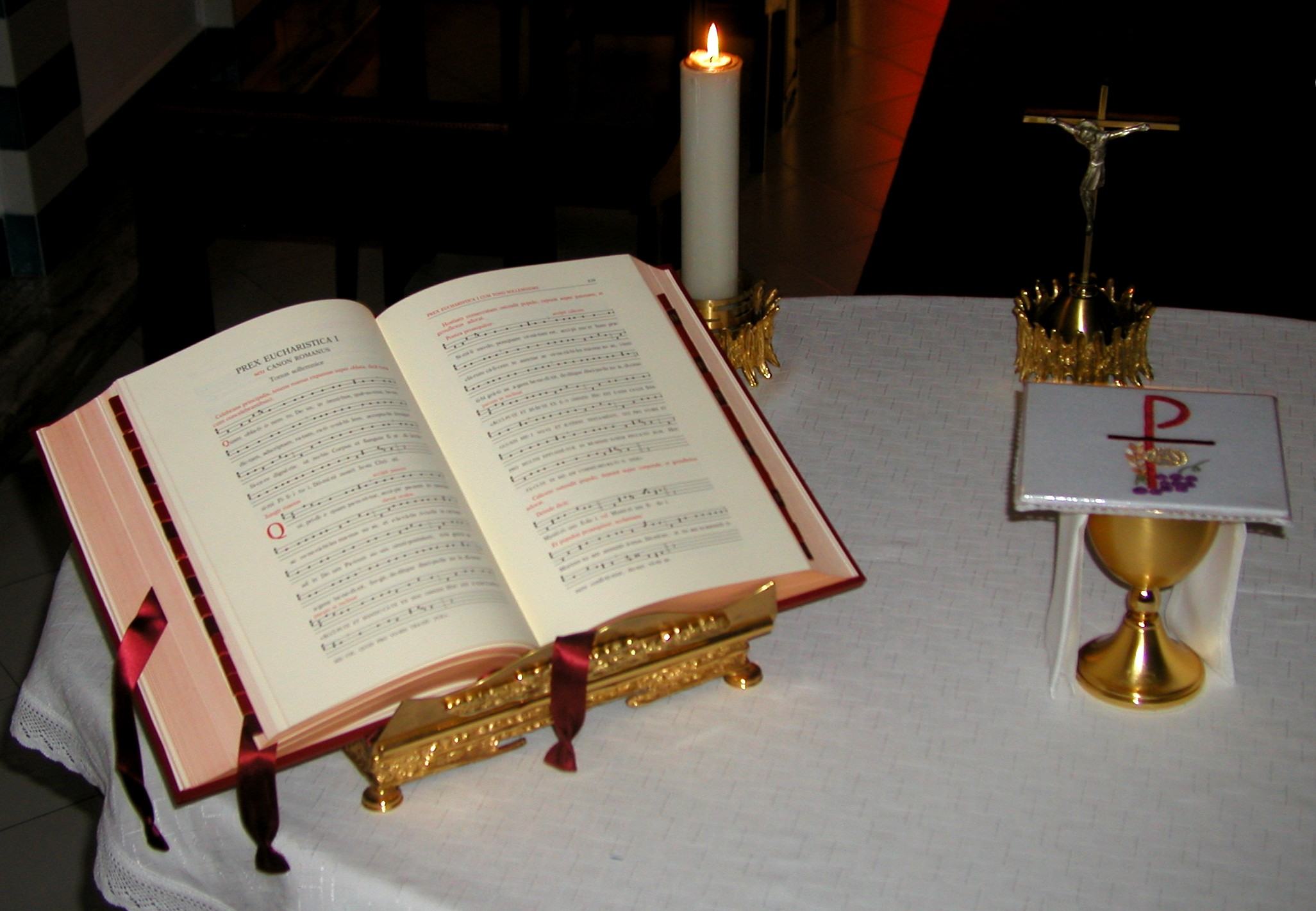
《제2차 바티칸 공의회에 따른 로마 미사 경본》(제3표준판, 라틴어판) 2002년.

로마 미사 경본(Missale Romanum)은 기독교의 로마 예법에서 사용하는 로마 가톨릭교회의 미사 경본이다. 약어로는 'MR'로 표기한다.
라틴어로 된 첫 번째 인쇄 출판본은 1474년으로 거슬러 올라간다.(MR 1474) 인쇄술이 발명되기 전까지의 로마 미사 경본은 수도원에서 수도자들이 일일이 손으로 옮껴쓰는 작업을 거친 필사본 형태의 로마 미사 경본이었다.

## 트리엔트 공의회에 따른 로마 미사 경본
트리엔트 공의회(1545-1563)의 결정에 따라 첫 편집본을 개정할 위원회가 구성되었으며, 이 위원회는 《트리엔트 공의회에 따른 로마 미사 경본》(짧게 《트리엔트 미사 경본》, 별칭 《비오 5세 미사 경본》)을 1570년에 발행하였다.(MR 1570)
이 미사경본은 전체적인 틀을 유지하면서도 계속해서 부분적으로 개정되었으니, 교황 클레멘스 8세가 1604년에 개정하였고, 교황 우르바노 8세가 1636년에 개정하였고, 교황 레오 13세가 1884년에 개정하였고, 교황 베네딕토 15세가 1920년에 개정하였다.
트리엔트 미사경본의 마지막 표준판(editio typica)은 교황 요한 23세가 1962년에 승인한 것으로, 전임자였던 교황 비오 12세의 일부 개정을 수용한 것이다.

## 제2차 바티칸 공의회에 따른 로마 미사 경본
제1표준판: 제2차 바티칸 공의회에 따라 새로운 로마 미사 경본이 마련되었고, 교황 바오로 6세가  1969년 4월 3일 교황령 〈로마 미사 경본〉으로 이를 제1표준판으로 승인하였으며,경신성 교령으로 1970년 3월 26일에 공포되었다.(MR 1970)
제2표준판: 이어서 몇 가지 수정 보완(차부제가 폐지되었고 기원 미사의 일부 추가, 입당송 영성체송의 일부 추가, 성당과 제대 봉헌 미사, 화해 미사, 교회의 어머니 마리아 미사, 마리아 성명 미사 전례문의 추가)를 거쳐 제2차 바티칸 공의회에 따른 로마 미사 경본의 제2표준판이 1975년 3월 27일 공포되었다.(MR 1975)
제3표준판: 그다음에 1983년 교회법의 내용을 반영하고, 양형 영성체 허용 경우를 분명히 밝히고, 로마 미사 경본 총지침 제9장을 새로 덧붙이고, 새로 들어온 축일들에 대한 전례문을 추가하고, 마리아 공통 미사를 풍부하게 하고, 다른 공통미사, 기원미사, 죽은 이를 위한 미사에서는 편리하도록 순서 배열을 정돈하고, 사순 시기에는 강복 때 쓰는 백성을 위한 기도를 추가하고, 화해 감사 기도와 기원 미사 감사 기도를 추가하여 마련된 제2차 바티칸 공의회에 따른 로마 미사 경본의 제3표준판이 교황 요한 바오로 2세의 승인을 2000년에 받아 2002년(라틴어판)에 발행되었다.(MR 2002)
제3표준판(수정판): 교황 베네딕토 16세의 승인으로 2008년 제3표준판의 수정판(라틴어판)이 발행되었다.